# Michail Nikolaevič Tuchačevskij
Michail Nikolaevič Tuchačevskij (in russo Михаи́л Никола́евич Тухаче́вский?; Smolensk, 16 febbraio 1893 – Mosca, 12 giugno 1937) è stato un generale sovietico.
Di origine nobile, combatté come ufficiale nell'Esercito imperiale russo durante la prima guerra mondiale; nel 1917 aderì alla Rivoluzione d'ottobre assumendo, nonostante la giovane età, importanti incarichi di comando della nuova Armata Rossa organizzata da Lev Trockij, del quale divenne uno stretto collaboratore. Dimostrò grande energia e notevoli qualità di comando durante la guerra civile russa, dove ebbe un ruolo decisivo nella sconfitta in Siberia dell'Armata Bianca dell'ammiraglio Kolčak.
Nel 1920 assunse il comando del fronte nord-occidentale incaricato di combattere la Polonia durante la guerra sovietico-polacca; Tuchačevskij condusse con grande audacia l'avanzata verso Varsavia e per un momento sembrò possibile un successo decisivo e l'espansione della rivoluzione bolscevica in Europa. A causa del mancato sostegno da parte dell'armate meridionali dipendenti da Stalin, il generale non riuscì a vincere la resistenza nemica e dovette ripiegare. Nonostante questa sconfitta, Tuchačevskij, che dimostrò la sua totale fedeltà alla rivoluzione schiacciando duramente le rivolte antibolsceviche di Tambov e di Kronštadt nel 1921, assunse dopo la guerra un ruolo preminente, teorico e organizzativo, nel processo di sviluppo dell'Armata Rossa, di cui divenne negli anni trenta il principale capo e organizzatore. Nel 1935 venne elevato al rango di maresciallo dell'Unione Sovietica. Sotto il suo comando l'Armata Rossa raggiunse la massima potenza sia come armamenti moderni, sia come organizzazione militare sulla base di piani di guerra di movimento estremante efficaci e rivoluzionari.
Stalin, considerandolo un possibile capo di una cospirazione bonapartistica contro il suo potere e sapendolo contrario al progetto di un patto di non aggressione con la Germania di Hitler, diede ordine alla NKVD di costruire false prove contro di lui. I nazisti quando seppero ciò che stava avvenendo, fecero pervenire tramite i loro servizi segreti false informazioni contro Tuchačevskij e i più alti quadri dell'esercito sovietico. Il maresciallo Tuchačevskij l'11 giugno 1937 venne arrestato e processato e fucilato il giorno seguente.
Il maresciallo Tuchačevskij è stato riabilitato dopo la fine della dittatura staliniana, tuttavia si evitò di chiarire le circostanze e le motivazioni della sua destituzione e della sua condanna a morte.

## Biografia

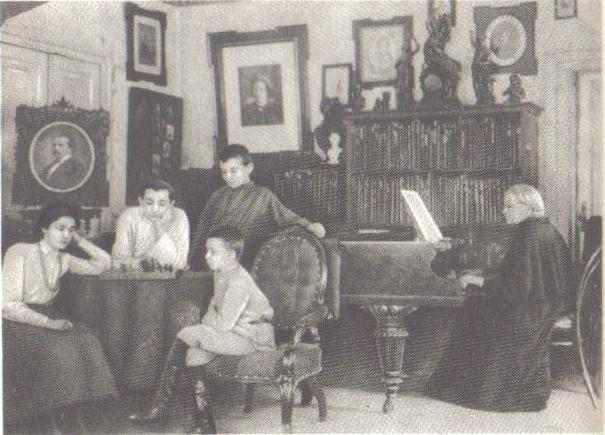
La famiglia Tuchačevskij nel 1904

Proveniente da una famiglia di piccola nobiltà di origine polacca ed attratto dalla carriera militare, frequentò la Scuola dei cadetti di Mosca e, successivamente, la Scuola Militare "Alessandro" di San Pietroburgo da dove uscì nel 1914 con i voti più alti mai assegnati ad un allievo dall'accademia. Nominato sottotenente dell'Esercito imperiale nel prestigioso reggimento della Guardia "Semënovskij", prese parte alla prima guerra mondiale sul fronte galiziano. Fatto prigioniero dai tedeschi nel febbraio 1915, dopo vari tentativi di evasione, venne internato nel campo di Ingolstadt in Baviera ove conobbe un giovane capitano francese: il futuro generale e presidente della Quinta Repubblica Charles de Gaulle. Nell'estate del 1917 riuscì finalmente a fuggire: raggiunse la Svizzera e poi, nell'autunno dello stesso anno, rientrò in Russia.

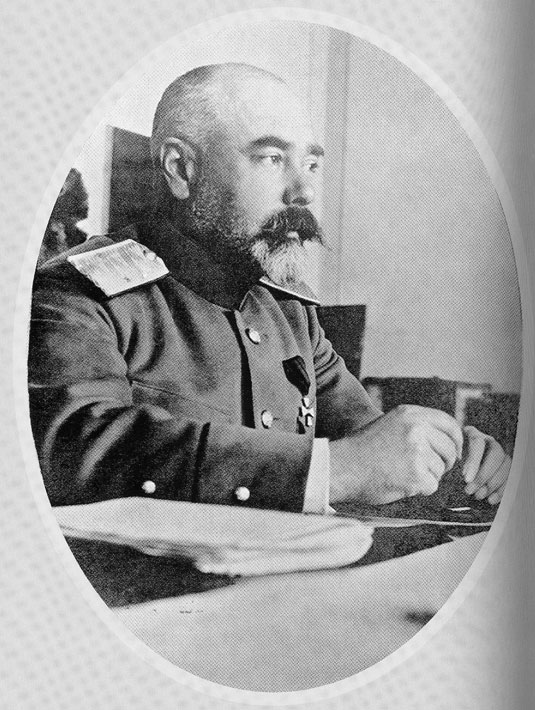
Il generale Denikin, avversario di Tuchačevskij nella guerra civile russa

Nel 1918 aderì alla rivoluzione russa e, per le sue capacità strategiche e di comando, il 19 giugno 1918 gli venne affidato il comando della Prima Armata. Combatté su tutti i principali fronti militari della guerra civile, al comando di varie armate sconfiggendo le truppe controrivoluzionarie del generale Anton Denikin e dell'ammiraglio Aleksandr Vasil'evič Kolčak.
Abile comandante, tenace, aggressivo, duro e ambizioso, il giovane generale a meno di ventisette anni (la stessa età in cui il suo idolo Napoleone Bonaparte aveva assunto il comando dell'Armata d'Italia e iniziato la sua prodigiosa carriera), divenne comandante del fronte nord-occidentale a Smolensk il 29 aprile 1920, incaricato di fronteggiare e respingere l'invasione polacca del maresciallo Józef Piłsudski. Convinto di potere raggiungere la fama militare e la vittoria, Tuchačevskij elaborò audaci progetti di "offensiva permanente" per sconfiggere completamente la Polonia e assicurare l'espansione della Rivoluzione bolscevica in Europa.

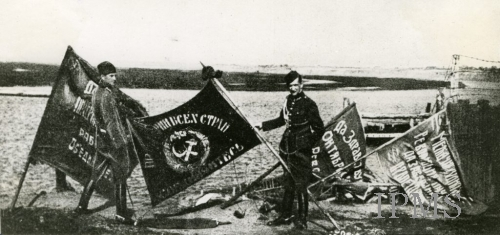
Guerra sovietico-polacca: soldati polacchi mostrano bandiere sovietiche catturate dopo la battaglia di Varsavia (1920)

Tuchačevskij sconfisse inizialmente i polacchi che avevano aggredito l'Unione Sovietica e occupato l'Ucraina. Respinto l'esercito polacco entro i vecchi confini della Polonia, l'Armata Rossa avrebbe potuto arrestarsi; Trockij, temendo un intervento militare delle potenze occidentali, era favorevole all'interruzione dell'avanzata e anche Stalin era dello stesso avviso, ritenendo che non esistessero le condizioni politico-sociali per un'insurrezione degli operai polacchi per appoggiare l'Armata Rossa. Il parere di Lenin invece era di continuare l'offensiva e il Comitato centrale bolscevico approvò la proposta del capo della rivoluzione.
Dopo le iniziali vittorie, anche per il mancato coordinamento con le truppe guidate da Semën Budënnyj, coordinamento mal gestito e, forse, non voluto, da Iosif Stalin, commissario politico del fronte sud-occidentale, venne fermato e sconfitto alle porte di Varsavia. Sfumò così una vittoria che avrebbe avuto una grande importanza strategica. La rivoluzione bolscevica non poté quindi entrare in contatto con il movimento rivoluzionario tedesco, evento che, secondo l'analisi di Lenin, sarebbe stato decisivo per superare l'arretratezza della Russia e progredire verso il socialismo.
Iniziano con questo episodio i contrasti con il futuro dittatore georgiano che avranno infine un tragico epilogo.
Nel 1921, al comando della VII Armata, represse la rivolta di Kronštadt, base navale ad ovest di San Pietroburgo. La ribellione, sostenuta da marinai, soldati ed operai, esasperati dalle durissime condizioni di vita, iniziata il 3 marzo, fu soffocata il 18 marzo 1921 dalle truppe bolsceviche, dopo un'accanita resistenza e migliaia di morti.
Nel 1924 diventò capo di stato maggiore dell'Armata Rossa e, insieme con Frunze commissario agli affari militari, si dedicò all'ammodernamento ed alla riorganizzazione delle forze armate.

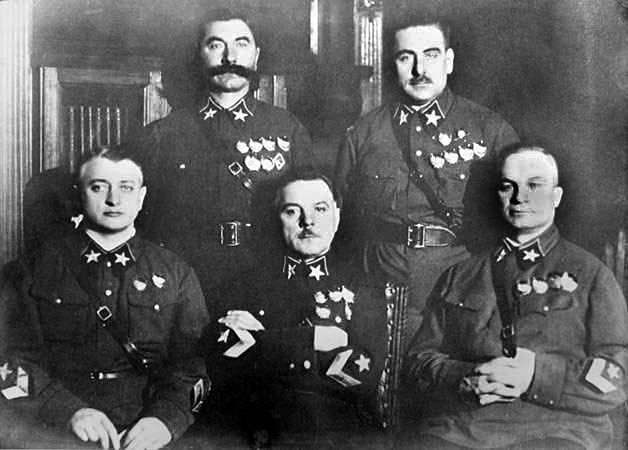
I primi cinque Marescialli dell'URSS. Da sinistra a destra: Tuchačevskij, Budënnyj (in piedi), Vorošylov, Bljucher (in piedi), Egorov

Nel 1935 fu nominato, tra i primi cinque, Maresciallo dell'Unione Sovietica, il più alto grado della gerarchia militare.
Principale teorico militare sovietico e protagonista di una vasta opera di riorganizzazione e modernizzazione dell'Armata Rossa, il maresciallo promosse in questa fase, insieme col generale Vladimir Kiriakovič Triandafillov, una nuova concezione delle operazioni militari che, partendo dalle esperienze della prima guerra mondiale e della guerra civile russa, permettesse di velocizzare le operazioni e di superare la statica e logorante guerra d'attrito.

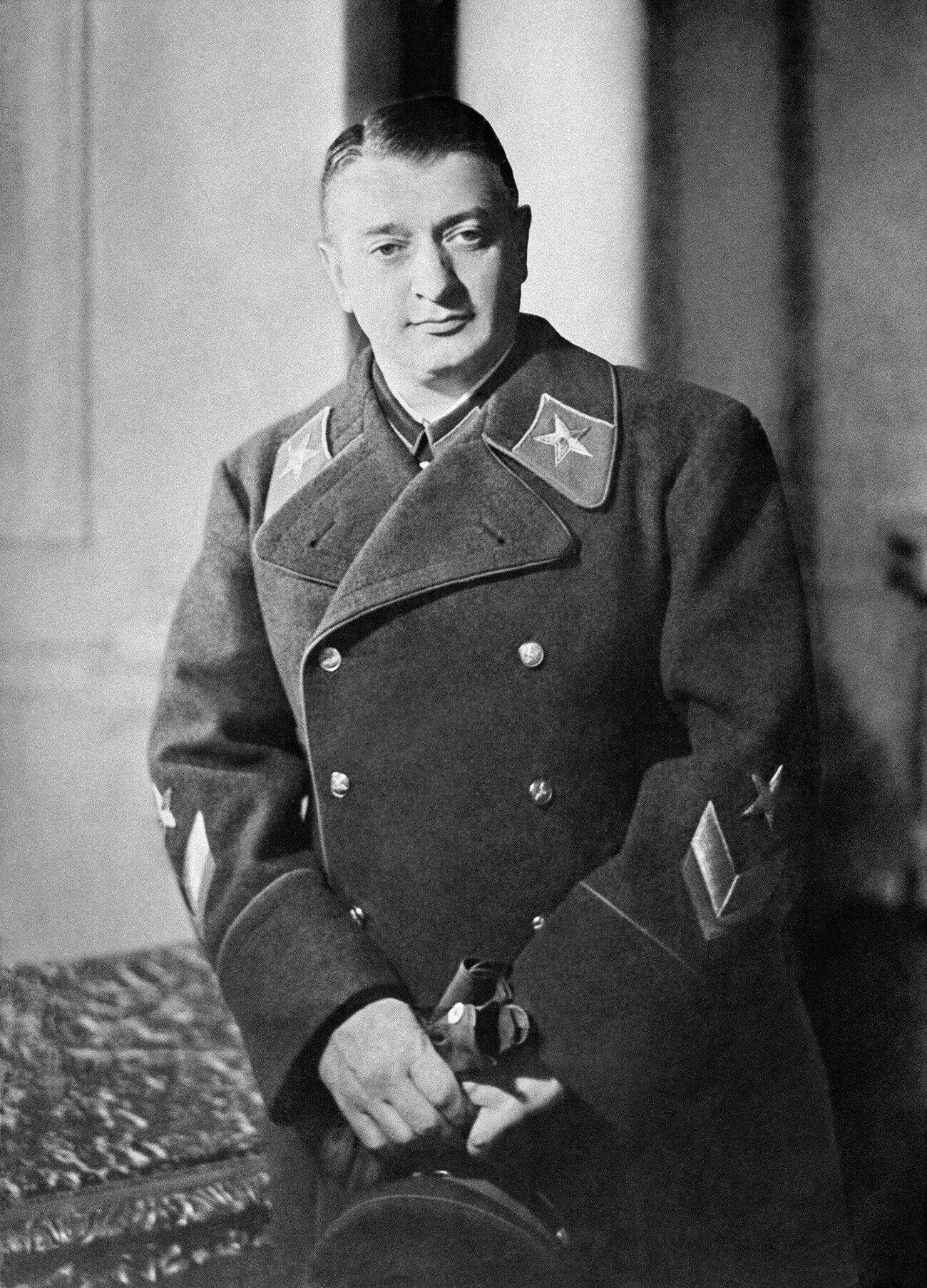
Tuchačevskij nel 1936.

Tuchačevskij elaborò nuove concezioni offensive di guerra che prevedevano di impiegare in massa le nuove forze meccanizzate, l'aviazione e le truppe aviotrasportate, per scardinare completamente le difese di un eventuale nemico e ritornare alla guerra di movimento. Codificate dettagliatamente nei progetti di "battaglia in profondità" (glubokij boj) e di "operazioni in profondità" (glubokaja operatisija), queste elaborazioni teoriche e la relative progettazione e produzione di armamenti idonei, posero nella metà degli anni trenta la dottrina militare sovietica all'avanguardia nel mondo.
Nel corso del secondo grande processo di Mosca, il cosiddetto "processo dei diciassette", celebrato dal 23 al 30 gennaio 1937, nel periodo delle Grandi purghe, conclusosi con tredici condanne a morte, l'imputato Karl Radek, interrogato dal procuratore generale dell'URSS Andrej Vyšinskij, fece il nome di Tuchačevskij. Nell'episodio riferito, il ruolo del maresciallo era del tutto marginale, ma il solo fatto di essere citato da un "traditore" era un segno inequivocabile che la sua posizione diventava sempre più critica. Pochi mesi dopo, il 27 maggio 1937, fu arrestato dalla NKVD (Commissariato del popolo per gli affari interni).
Il processo, di cui si hanno scarsissime notizie e che fu celebrato a "porte chiuse", si basò su falsi documenti preparati dal Sicherheitsdienst (il Servizio di sicurezza delle SS), diretto da Heydrich e fatti giungere agli organi inquirenti dall'ambasciatore sovietico a Praga che, a sua volta, li aveva ricevuti dal presidente cecoslovacco Edvard Beneš: una serie di rapporti degli agenti del Servizio di sicurezza sui legami tra OKW (Alto Comando della Wehrmacht) e l'Armata Rossa, trascrizioni di conversazioni telefoniche tra ufficiali dello Stato Maggiore tedesco, lettere e note di servizio militari intercettate, una lettera di Tuchačevskij.
Secondo alcuni storici peraltro ci sono elementi per considerare possibile che il maresciallo coltivasse propositi di tipo bonapartistico e progettasse realmente un colpo di Stato antistaliniano; in particolare è possibile che i militari legati al maresciallo prospettassero la possibilità di un colpo militare di restaurazione borghese, mentre lo stesso Trockij mostrò di credere alla possibilità di una cospirazione antistaliniana però di tipo "bolscevico" e non reazionaria. Considerando plausibile l'ipotesi di un legame dei generali con circoli militari nazisti, Winston Churchill parlò di "spietata ma forse non inutile epurazione politico-militare di tutti gli elementi filo-tedeschi".
Tuchačevskij, insieme con altri ufficiali superiori, fu condannato a morte per "spionaggio e tradimento" e giustiziato. Non si hanno informazioni certe su luogo e modalità di esecuzione della sentenza.

## Conseguenze della morte
Con l'uccisione di Tuchačevskij iniziò una devastante epurazione all'interno delle forze armate sovietiche che interessò ufficiali di ogni livello ed anche gli stessi commissari politici, rappresentanti del partito nelle varie unità. Insieme a lui fu decapitata l'Armata Rossa: furono fucilati 3 Marescialli su 5, 14 Generali di Corpo d'Armata su 67, 136 Generali di Divisione su 199, 221 Generali di Brigata su 397, tutti gli otto Ammiragli, tutti gli undici Commissari Politici d'Armata, 35.000 ufficiali superiori e subalterni. 
Le conseguenze furono tali che quando quattro anni dopo i Tedeschi ed i loro alleati attaccarono l'Unione Sovietica, avanzarono agevolmente arrivando fino ad una ventina di km da Mosca. Solo nella prima settimana dell'Operazione Barbarossa, il piano d'invasione su tre fronti iniziata il 22 giugno del 1941, muoiono duecentomila soldati ed altri centomila sono fatti prigionieri. Alla fine di settembre del 1941, i Tedeschi hanno fatto già più di due milioni di prigionieri: senza guide adeguate, molti russi preferiscono arrendersi.
Il maresciallo Tuchačevskij sarà poi riabilitato nel 1957 con la destalinizzazione di Nikita Chruščёv.

### La persecuzione della famiglia
La condanna di Tuchačevskij, fatto non insolito nel periodo delle purghe staliniane, ebbe gravi conseguenze anche per i suoi familiari. Lo scrittore Aleksandr Solženicyn nel celebre saggio Arcipelago Gulag così descrive quanto accadde: "Quando Tuchačevskij fu, come si suol dire, «represso», non soltanto venne dispersa e messa dentro tutta la sua famiglia (non menziono neppure che sua figlia fu espulsa dall'università), ma arrestarono anche i suoi due fratelli con le mogli, le quattro sorelle con i mariti, tutti i suoi nipoti furono dispersi per gli orfanotrofi ed ebbero il cognome cambiato in Tomaševič, Rostov e così via. Sua moglie fu fucilata in un lager del Kazakistan, la madre si ridusse a chiedere l'elemosina per le vie di Astrachan', dove morì. Lo stesso si può dire di altri giustiziati di rilievo."

## Interessi culturali

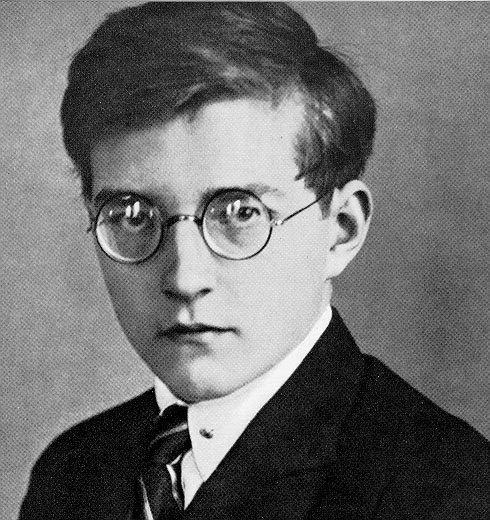
Il musicista Šostakovič, protetto da Tuchačevskij

Il maresciallo, appassionato d'arte, fu grande amico ed uno dei primi protettori del musicista russo Dmitrij Šostakovič che in quegli anni, la seconda metà degli anni venti, si stava affacciando sulla scena musicale.